# Qevqep Kambo
Qevqep Mandu Kambo (ur. 1924 w Salonikach, zm. 4 grudnia 2000 w Tiranie) – albański chemik i tłumacz.

## Życiorys
W latach 1945–1948 studiował na Uniwersytecie w Zagrzebiu, ale z uwagi na kryzys w stosunkach albańsko-jugosłowiańskich był zmuszony przerwać studia. Był jednym z pierwszych Albańczyków, którzy w latach 50. ubiegłego stulecia przyjechali na studia do Polski. Ukończył studia z zakresu chemii przemysłowej na Uniwersytecie Wrocławskim. Po powrocie do Albanii pracował w browarze w Korczy, a następnie w Centralnym Laboratorium Chemicznym w Tiranie. W 1954 rozpoczął pracę naukową w Wyższej Szkole Rolniczej w Tiranie (obecnie Uniwersytet Rolniczy), gdzie obronił pracę doktorską i uzyskał tytuł profesorski. Prowadził badania z zakresu chemii spożywczej. W 1958 wydał pracę poświęconą wykorzystaniu energii atomowej.
Oprócz pracy naukowej na uniwersytecie zajmował się translatorstwem. W jego dorobku znajdują się dzieła literatury pięknej tłumaczone z języka włoskiego (m.in. Italo Svevo), a także z języka polskiego. Był pierwszym tłumaczem, który przyswoił Albańczykom poezję Wisławy Szymborskiej, a także pierwszym, który tłumaczył poezję Adama Mickiewicza na język albański z oryginału. W latach 1999–2000 jako tłumacz współpracował z wydawnictwem Elite.
W 1999 został uhonorowany Krzyżem Komandorskim Orderu Zasługi Rzeczypospolitej Polskiej.
Zmarł w 2000 roku. Pochowany na cmentarzu Sharre (Tirana).

## Tłumaczenia literatury polskiej
- 1956: Arratisja e Feliks Okonjit : tregime polake (Ucieczka Feliksa Okonia: opowiadania polskie)
- 1959: Leon Kruczkowski. Gjermanët : dramë në tre akte (Niemcy: dramat w trzech aktach)
- 1960: Adam Mickiewicz, Pan Tadeush ose Sulmi i fundit në Lituani. Histori fisnikësh e vitëve 1811 dhe 1812 në vargje, në dymbedhjtë libra, tłum. ad literam (księgi: I, XI, XII)
- 1997: Wisława Szymborska, Poezi të zgjedhura (Poezje zebrane)
- 1998: Marek Hłasko, E teta dite e javes (Ósmy dzień tygodnia)
- 1998: Jan Paweł II, Çaste nga jeta intime e Gjon Palit të II (Chwile z życia intymnego Jana Pawła II)